# Abdou Jammeh
Abdou Jammeh (ur. 13 lutego 1986 w Bakau) – gambijski piłkarz występujący na pozycji obrońcy. Zawodnik klubu PKNS FC.

## Kariera klubowa
Jammeh karierę rozpoczynał w 2003 roku w Steve Biko FC. W 2004 roku przeszedł do tunezyjskiego zespołu ES Zarzis. W 2005 roku zdobył z nim Puchar Tunezji. W Zarzis grał przez 3 lata.
W 2007 roku Jammeh wyjechał do Rosji, gdzie grał w drugoligowych drużynach Tiekstilszczik-Tielekom Iwanowo oraz Torpedo Moskwa. W 2008 roku odszedł do belgijskiego Lierse SK z drugiej ligi. Przez 2 lata rozegrał tam 4 spotkania.
W 2010 roku Jammeh został graczem cypryjskiego klubu Doxa Katokopia. Przez rok występował z nim Protathlima A’ Kategorias. W 2011 roku odszedł do kuwejckiego zespołu Kazma SC. Następnie grał w Steve Biko FC, Al-Fahaheel FC, Rovaniemen Palloseura i Al-Shamal SC. W 2017 przeszedł do PKNS FC.

## Kariera reprezentacyjna
W reprezentacji Gambii Jammeh zadebiutował w 2006 roku.